# Estrella presecuencia principal
Una estrella de presecuencia principal (estrella u objeto PMS, siglas del inglés pre-main sequence star) es una estrella que está en la fase evolutiva previa a la secuencia principal. Se dividen en estrellas T Tauri o estrellas FU Orionis (con una masa inferior a 2 masas solares), y estrellas Herbig Ae/Be (entre 2 y 8 masas solares).
La fuente de energía en estos objetos proviene del colapso gravitacional, a diferencia de las estrellas de secuencia principal, cuya energía se obtiene por la fusión nuclear de hidrógeno en el núcleo estelar. En el diagrama HR, la etapa presecuencia principal para estrellas de masa superior a 0,5 masas solares se traduce en un movimiento a lo largo de los trayectos evolutivos de Hayashi (casi verticalmente hacia abajo) y más adelante a lo largo de las trayectos evolutivos de Henyey (casi horizontalmente a la izquierda, hacia la secuencia principal).
Las estrellas presecuencia principal se pueden distinguir de las estrellas enanas analizando su espectro para medir la correlación entre gravedad y temperatura. Una estrella PMS aparecerá más «hinchada» que una estrella de secuencia principal.
Mientras la materia circundante esté cayendo sobre la condensación central, el objeto se considera una protoestrella. Cuando la envoltura de gas y polvo circundante se dispersa y el proceso de acreción se detiene, la estrella se considera una estrella presecuencia principal. Las estrellas PMS comienzan a ser observables en el espectro visible cuando sobrepasan la línea de nacimiento estelar, situada a la derecha de la secuencia principal en el diagrama HR. La etapa presecuencia principal dura menos del 1 % de la vida de una estrella, mientras que la estrella pasará cerca del 80 % de su vida en la secuencia principal.
Se cree que durante esta etapa todas las estrellas tienen discos circunestelares densos, los sitios más probables para la formación planetaria.